# Lángos Józsa
Lángos Józsa (Felsőgalla, 1911. augusztus 28. – Tatabánya, 1987. május 17.) magyar sakkozó, női nemzetközi mester, kilencszeres magyar bajnok, edző, versenybíró. Magyarország első nemzetközi szintű női sakkozója, aki több világbajnokjelölti versenysorozatban is részt vett.

## Sakkpályafutása
Az 1930-as években az egyik barátnője tanította meg sakkozni, amit nagyon megszeretett. Abban az időben Tatabányán a munkás kaszinókban pezsgő sakkélet folyt, vezetőjük, szervezőjük Bernáth János volt. Nála jelentkezett, aki tanítani kezdte, és elég gyorsan elérte azt, hogy elfogadták csapattagnak, és minden mérkőzésen játszhatott is. 1937-ben lett tagja a Tatabányai Sport Klubnak, és maradt tagja haláláig.
1940-ben egyedüli nőként vett részt a Budapesti Sportcsarnokban ezer fő részvételével rendezett versenyen, ahol sorra győzte le férfi ellenfeleit. Ugyanezt ismételte meg 1944-ben Csepelen egy 600 fős versenyen.
1942-ben első helyezést ért el az országos "hölgybajnokságon", és ezt a sikerét 1943-ban és 1944-ben is megismételte. A hivatalosnak nyilvántartott magyar sakkbajnokságok közül az 1947-ben, 1950-ben, 1951-ben és 1952-ben rendezett első négy női bajnokságot ő nyerte.
Az 1949-50-ben Moszkvában rendezett első körmérkőzéses női sakkvilágbajnokságon a 16 résztvevő között a 10. helyen végzett. 1952-ben ugyanezt az eredményét megismételve a 8-10. helyet szerezte meg holtversenyben az 1956-58 közötti világbajnokkal Olga Rubcovával, akit ezen a versenyen egyébként legyőzött. 1954-ben a Lipcsében rendezett zónaversenyen a 10. helyen végzett.
1947-ben kapott mesteri oklevelet, és a magyar versenyzők közül 1950-ben elsőként kapta meg a női nemzetközi mesteri címet. Számos nemzetközi tornán képviselte a magyar színeket; 1955-ben Zágrábban rangos nemzetközi mezőnyben első lett.
Miután az aktív versenyzést abbahagyta, edzőként és versenybíróként tevékenykedett. Edzői tevékenységét többek között megemlíti Almásfüzitői Sportegyesület 60 éves története című összeállítás

## Díjai, elismerései
- A Testnevelés és Sport Kiváló Dolgozója (1960)[3]
- A Magyar Népköztársaság Érdemes Sportolója (1954)[10]
- Magyar Népköztársaság Sport Érdemérem arany fokozat (1983)[11]
- Emlékét emléktábla őrzi egykori lakása előtt[12][13]
- Tiszteletére az egyesületként működő Tatabányai Sakk-kör a Lángos Józsa Sakk-kör nevet vette fel[14]